# Band of Joy (альбом)
Band of Joy — студийный альбом британского певца Роберта Планта и его группы Band of Joy, выпущен 13 сентября 2010 года.

## Об альбоме
Плант обрабатывает и переосмысляет традиционную американскую музыку — блюз, госпел, кантри. Практически все композиции (кроме Central Two-O-Nine) являются кавер-версиями. Альбом сочетает элементы блюза, госпела, прогрессив-рока, хард-рока, психоделии.

## Список композиций
1. «Angel Dance» (David Hidalgo, Louie Perez) — 3:50
2. «House of Cards» (Richard Thompson) — 3:14
3. «Central Two-O-Nine» (Robert Plant, Buddy Miller) — 2:49
4. «Silver Rider» (Zachary Micheletti, Mimi Parker, Alan Sparhawk) — 6:06
5. «You Can’t Buy My Love» (Billy Babineaux, Bobby Babineaux) — 3:11
6. «Falling in Love Again» (Dillard Crume, Andrew Kelly) — 3:38
7. «The Only Sound That Matters» (Gregory Vanderpool) 3:45
8. «Monkey» (Micheletti, Parker, Sparhawk) — 4:58
9. «Cindy, I’ll Marry You Someday» (Traditional, arranged by Plant, Miller) — 3:37
10. «Harm’s Swift Way» (Townes Van Zandt) — 4:19
11. «Satan Your Kingdom Must Come Down» (Traditional, arranged by Plant, Miller) — 4:12
12. «Even This Shall Pass Away» (Theodore Tilton, arranged by Plant, Miller) — 4:03

## Участники записи
- Роберт Плант — вокал, продюсер
- Пэтти Гриффин — вокал
- Бадди Миллер — электрогитара, баритон, шестиструнная бас-гитара, двенадцатиструнная гитара
- Даррелл Скотт — акустическая гитара, мандолина, октавная мандолина, банджо, аккордеон, слайд-гитара
- Байрон Хаус — бас-гитара
- Марко Джовино — ударные, перкуссия